# Efeméride
Efeméride (do grego ephemeris, ídos - "de cada dia" - através do latim ephemeris, idis - "memorial diário") corresponde a uma anotação de fato ocorrido em determinada data.
O termo utilizado no plural, efemérides, diz respeito ao livro onde determinadas anotações referentes aos fatos relacionados às datas são apresentadas.
- Efemérides - As grandes datas de Brasília e JK[3]
- Academia Pernambucana de Letras - Efemérides[4]
- Efemérides Sobrames-PE[5]

A efeméride pode ser:
- o registro de algum fato importante ocorrido em determinada data:
  - março, 30
1832 - Falece em Bogotá, Colômbia, o poeta José da Natividade Saldanha, patrono da cadeira nº 5.[4]
- o reconhecimento da data para comemorar determinado fato ou situação.[6]
  - junho, 12 - Dia dos namorados
  - junho, 13 - Santo Antonio.